# 阿倍定次
阿倍 定次（あべ さだつぐ）は、戦国時代の武将。松平氏（徳川氏）の家臣。

## 生涯
兄定吉とともに松平清康に仕えていたが、天文4年（1535年）甥の阿部正豊が清康を誤殺する事件が起きると、自ら憚って大樹寺で出家した。程なく清康の嫡子広忠は三河を追われて伊勢に走るが、定次はこれには従わずに国内で広忠の帰還を祈念する日々を送ったという。翌年、酒井正親・石川清兼らと協力して広忠を遠江掛塚へ、次いで兄定吉と図って今川義元の後援を得て三河室城に広忠を迎え入れた。その後は松平氏（徳川氏）に従って各地を転戦した。

## 松平記
定次は天文4年（1535年）から天正7年（1579年）の間に主君の家康にまつわる出来事を記述しており、『松平記』と呼ばれている。一次資料として非常に価値が高いものではあるが、年を経る度に写本等で加筆修正や過剰な徳川家賛美がなされている。原本は存在しないが、写本として最古の松平記は貞享5年/元禄元年（1688年）のものとされていたが、2023年の2月に豊橋市立図書館蔵の松平忠房写本が1650年～1670年頃のものとされ、最古級であると推定されている。